# Espaço paracompacto
Em matemática, em especial na análise funcional e topologia, um espaço paracompacto é um espaço topológico no qual toda cobertura aberta admite um refinamento localmente finito.

## Conceitos preliminares
Definição 1: Um refinamento de uma cobertura de um espaço X é uma nova cobertura do mesmo espaço tal que cada conjunto da nova cobertura é um subconjunto de algum elemento da antiga cobertura. Simbolicamente, a cobertura  {\displaystyle V=\{V_{\beta }:\beta \in B\}} é um refinamento da cobertura  {\displaystyle U=\{U_{\alpha }:\alpha \in A\}} se, e somente se, para qualquer {\displaystyle V_{\beta }\in V}, existe algum {\displaystyle U_{\alpha }\in U}  tal que  {\displaystyle V_{\beta }} está contido em {\displaystyle U_{\alpha }}.
Definição 2: Uma cobertura aberta de um espaço topológico {\displaystyle (X,\tau )} é localmente finita se todo ponto do espaço admite uma vizinhança aberta que intersecta apenas um número finito de elementos da cobertura. Simbolicamente, {\displaystyle U=\{U_{\alpha }:\alpha \in A\}} é localmente finito se, e somente se, {\displaystyle \forall x\in X}, existe uma vizinhança {\displaystyle V(x)} de  {\displaystyle x} tal que o conjunto:
{\displaystyle \left\{\alpha \in A:U_{\alpha }\cap V(x)\neq \varnothing \right\}} é finito.
O conceito de paracompacidade é uma das mais úteis generalizações de compacidade descobertas nos últimos anos. É  particularmente útil para aplicações em topologia e geometria diferencial.
Muitos espaços que nos são familiares já são paracompactos. Por exemplo, todo espaço compacto é paracompacto; isto é consequência imediata da definição. Também é verdadeiro que espaços metrizáveis são paracompactos; este teorema se deve a Arthur Harold Stone. Logo, a classe dos espaços paracompactos inclui importantes classes de espaços topológicos.
Para poder observar como a paracompacidade generaliza o conceito de compacidade, recordamos a definição de compacidade:
"Um espaço {\displaystyle X} é dito compacto se toda cobertura aberta de X, {\displaystyle A} admite uma subcobertura finita"
Um modo equivalente de dizer isto é:
"Um espaço {\displaystyle X} é compacto se toda cobertura aberta {\displaystyle A} tem um refinamento finito {\displaystyle B} que cobre {\displaystyle X}"
Esta definição é equivalente à usual: dado um refinamento {\displaystyle B}, pode-se escolher, para cada elemento de {\displaystyle B} um elemento de {\displaystyle A} que o contém; deste modo obtemos uma subcoleção finita de {\displaystyle A} que cobre {\displaystyle X}.
Esta nova formulação de compacidade é, talvez, embaraçosa, mas nos sugere um modo de generalizar:
Definição: Um espaço topológico {\displaystyle (X,\tau )} é paracompacto se toda cobertura aberta {\displaystyle A} de {\displaystyle X} admite um refinamento localmente finito {\displaystyle B} que cobre {\displaystyle X}.
Exemplo: O espaço {\displaystyle \mathbb {R} ^{n}} com a topologia induzida pela métrica,{\displaystyle \tau '} é paracompacto. Seja {\displaystyle (X,\tau )=(\mathbb {R} ^{n},\tau ')}. Seja {\displaystyle A} uma cobertura aberta de {\displaystyle X}. Seja, ainda, {\displaystyle B_{0}=\emptyset }, e para cada inteiro positivo {\displaystyle m}, seja {\displaystyle B_{m}} a bola aberta de raio {\displaystyle m} centrada na origem. Dado {\displaystyle m}, escolha um número finito de elementos de {\displaystyle A} que cubra {\displaystyle {\overline {B_{m}}}} e intersecte cada uma com o conjunto aberto {\displaystyle X-{\overline {B_{m-1}}}}; denote esta coleção finita de conjuntos abertos por {\displaystyle C_{m}}. Então a coleção {\displaystyle C=\bigcup C_{m}} é um refinamento de {\displaystyle A}. É claro que este refinamento é localmente finito, pois o aberto {\displaystyle B_{m}} intersecta apenas um número finito de elementos de {\displaystyle C} , a saber aqueles que pertencem à coleção {\displaystyle C_{1}\cup C_{2}\cup \cdots \cup C_{m}}. Finalmente, {\displaystyle C} cobre {\displaystyle X}, pois dado {\displaystyle x\in X}, seja {\displaystyle m} o menor inteiro tal que {\displaystyle x\in {\overline {B_{m}}}}.

## Comparação com compacidade
A paracompacidade é semelhante à compacidade nos seguintes aspectos:
- Todo subconjunto fechado de um conjunto paracompacto é paracompacto;
- Todo conjunto paracompacto de um espaço de Hausdorff é normal.

A paracompacidade é diferente da compacidade nos seguintes aspectos:
- Um subconjunto paracompacto de um espaço de Hausdorff não precisa, necessariamente, ser fechado. de fato, para o caso de espaços métricos, qualquer subconjunto é paracompacto.
- O produto cartesiano de espaços paracompactos não é, necessariamente, paracompacto. {\displaystyle \mathbb {R} ^{2}} com a topologia do limite inferior, o plano de Sogenfrey, é um exemplo clássico disto.